# Musée d'art et d'histoire de Provence
Le musée d'Art et d'Histoire de Provence est un musée municipal de Grasse, labellisé Musée de France. Il présente des collections sur l'histoire de la Provence orientale depuis la Préhistoire jusqu'au 20e siècle (Beaux-arts, ethnographie, arts décoratifs).

## Historique
Le musée est installé dans une demeure bâtie entre 1772-1774 par Jean-Paul Clapiers, marquis de Cabris, qui épousa en 1769 Louise Riquetti (1752-1807), sœur du révolutionnaire Mirabeau. La construction de cet hôtel particulier, portant le nom d'Hôtel Clapiers-Cabris, est confiée à l'architecte Jean Orello. Les troubles révolutionnaires et les désaccords familiaux ne permirent pas à la marquise et au marquis d'y vivre pleinement. En 1813, leur fille, Pauline de Navailles est obligée, en raison des dettes de ses parents, de vendre cet hôtel aux frères Bruery, parfumeurs. L'hôtel est ensuite loué en 1919 puis acheté en 1925, au nom de la Société Fragonard, fondée par François Carnot, fils de l'ancien président de la Troisième République Sadi Carnot. En 1921, un musée dédié au patrimoine provençal y est créé, nommé Musée Fragonard en l'hommage au célèbre peintre grassois Jean-Honoré Fragonard. Le musée est renommé Musée d'Art et d'Histoire de Provence en 1977 par la ville de Grasse.

## Collections

### Les collections de beaux-arts

#### Peinture
- Charles Camoin : Le Port de Saint-Tropez.
- Joseph Contini : Les Pins de La Bocca.
- Jean Daret : Le miracle de Saint Dominique
- Maurice Denis : La Chapelle Saint-Cassien à Cannes.
- Jules Giraud : La Rade d'Agay.
- François Marius Granet : Vue d'un cloître de l'abbaye bénédictine de Sainte Scholastique de Subiano ; Galerie d'un cloître au soleil couchant ; La Villa d'Este ; La Montagne Sainte-Victoire vue du jardin d'un monastère ; Poète méditant sous une tonnelle près de Naples ; Moine en robe blanche ; Moine assis lisant un antiphonaire ; Scène dans un couvent des pères trinitaires au XVIe siècle ; Intérieur d'église ; Deux Moines en prière devant un oratoire rupestre ; Moine lisant devant un grand crucifix.

Œuvres de François Marius Granet
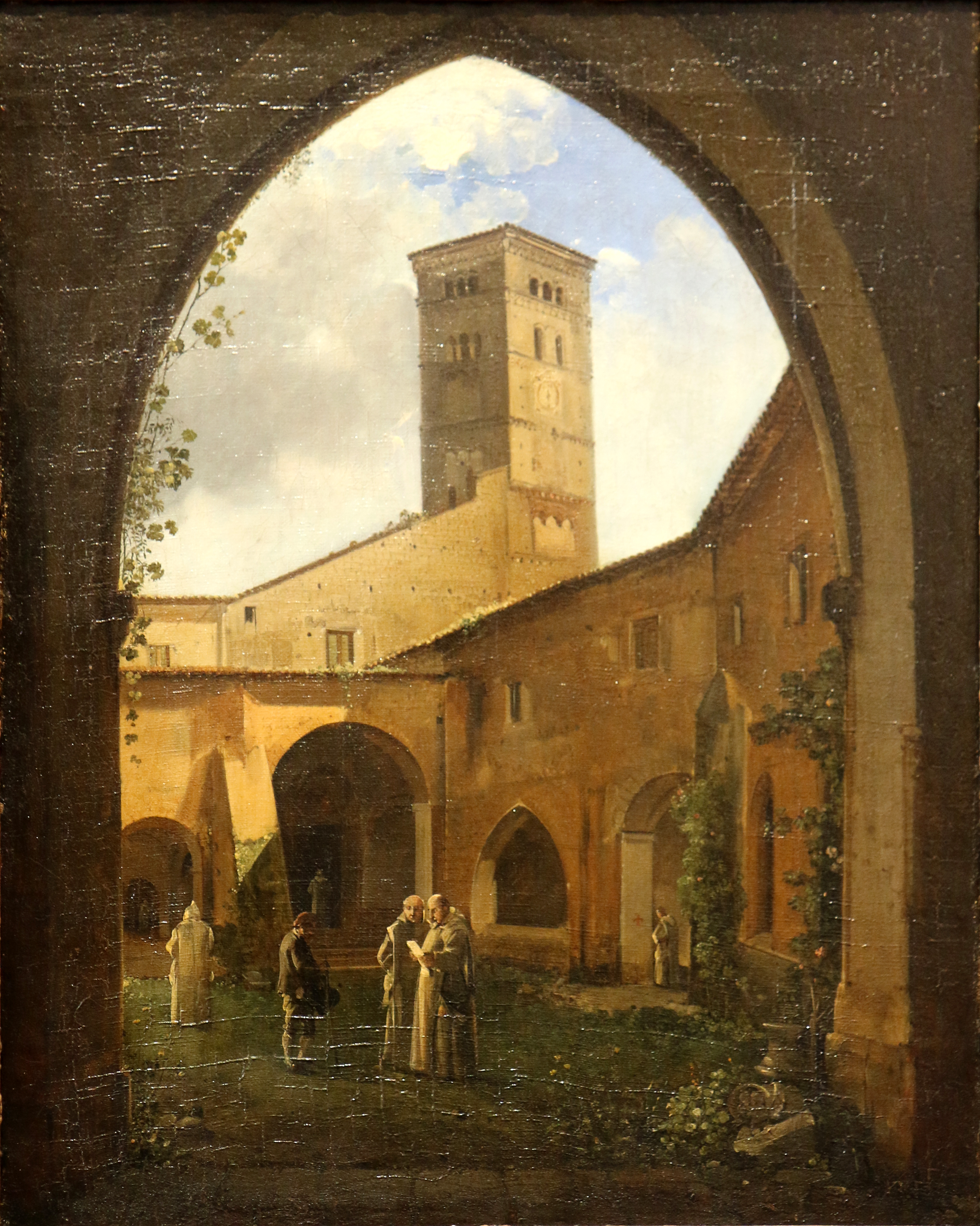
Vue d'un cloître de chartreux avec campanile
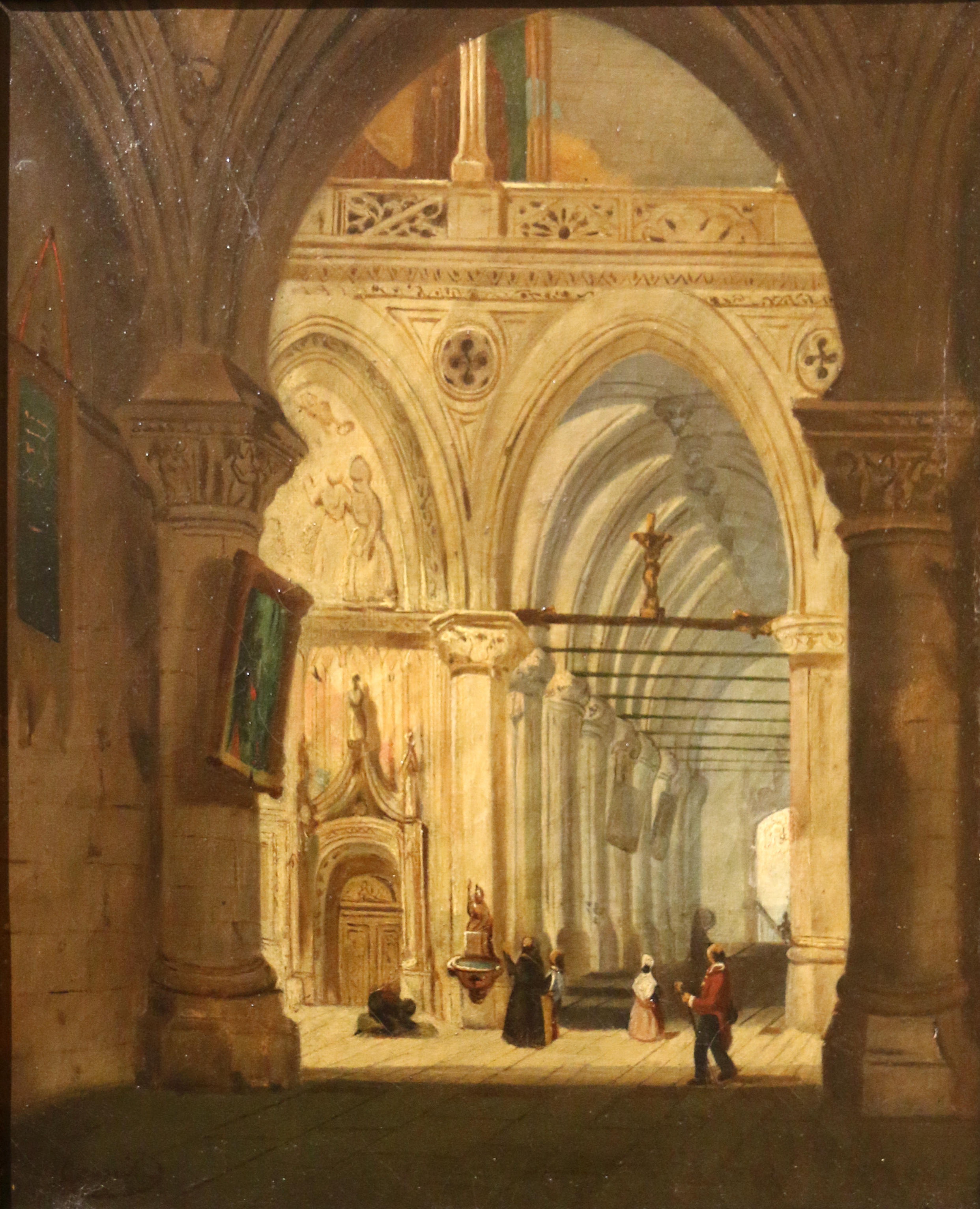
Intérieur d'église
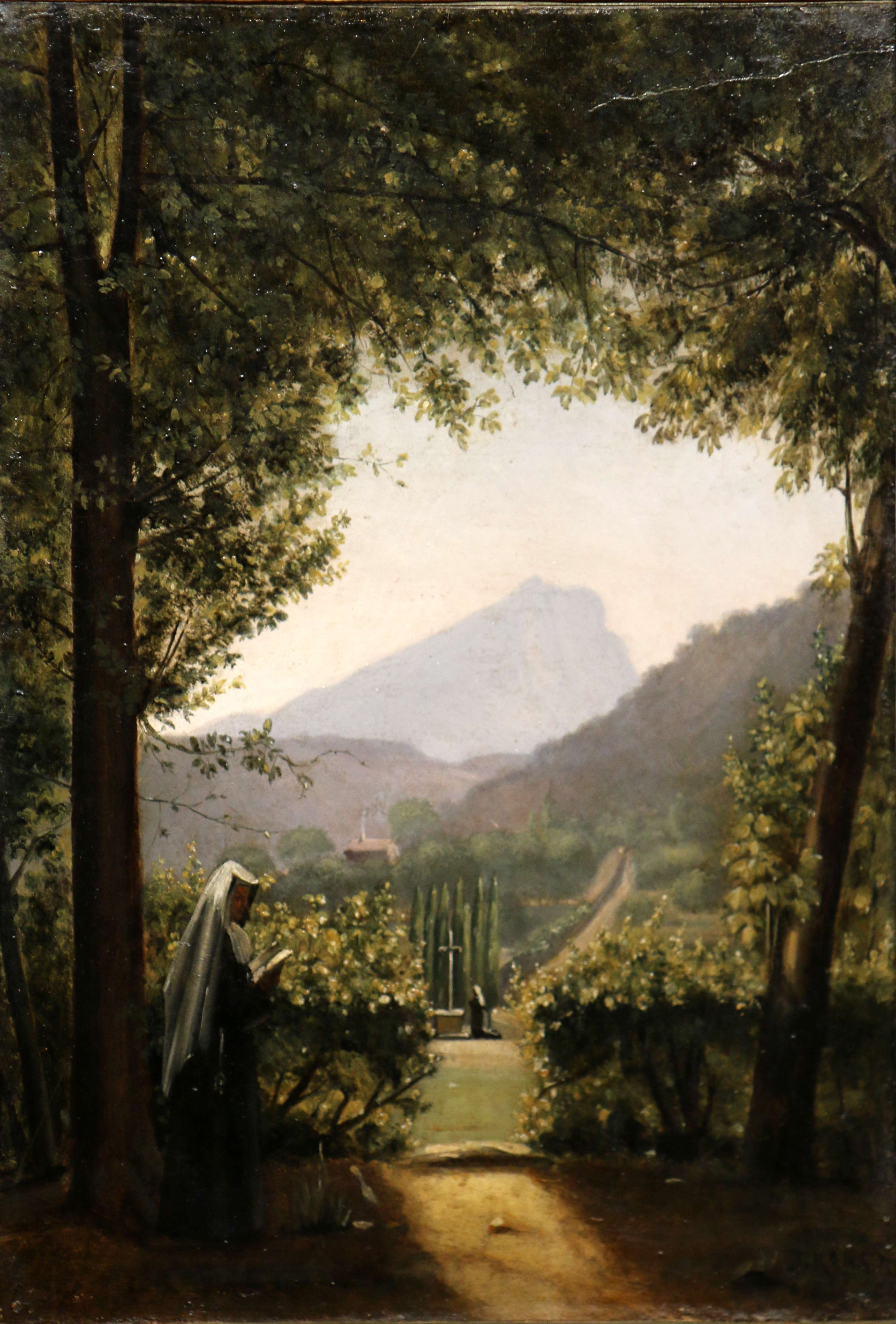
La Montagne Sainte-Victoire vue du jardin d'un monastère
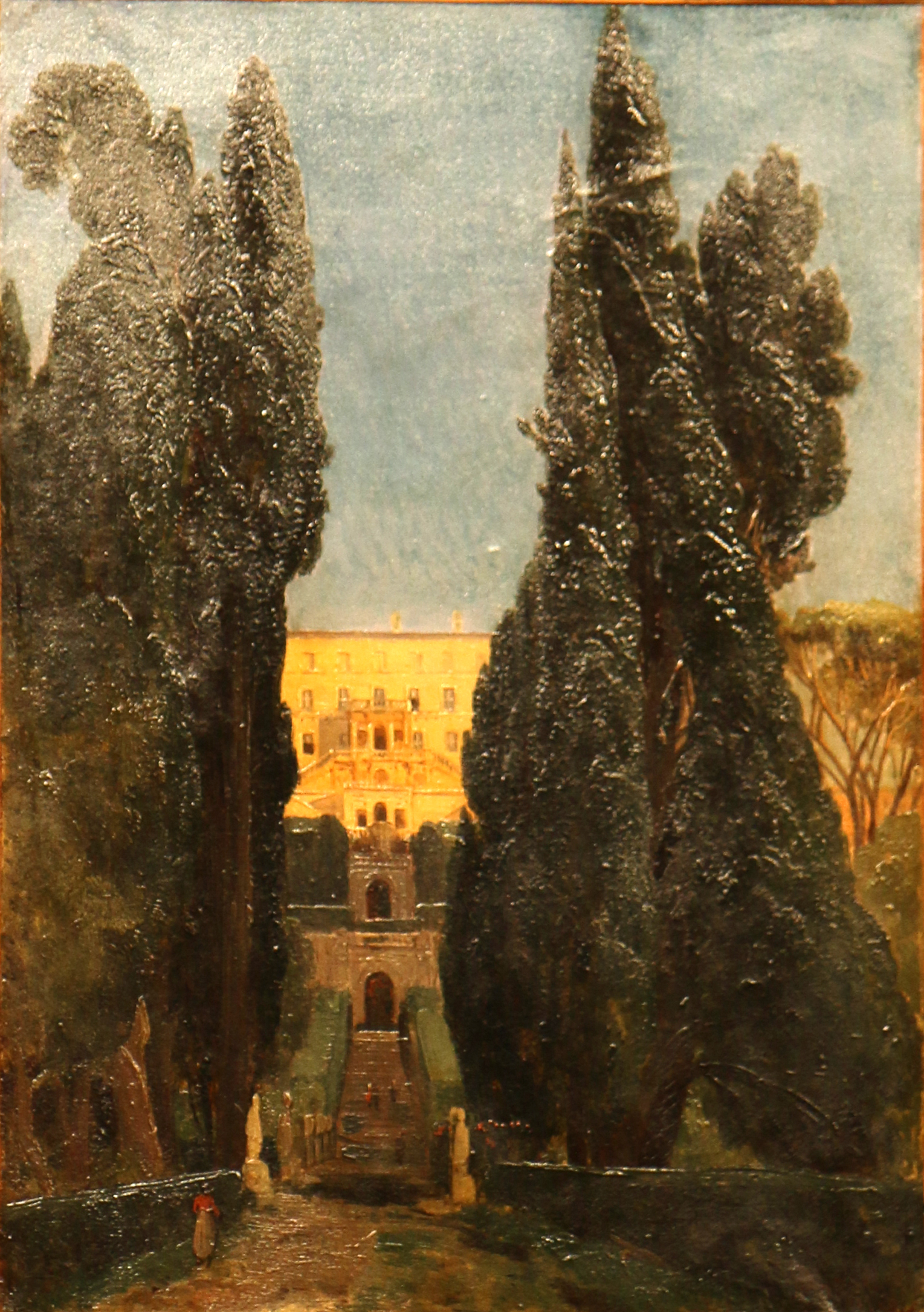
La Villa d'Este
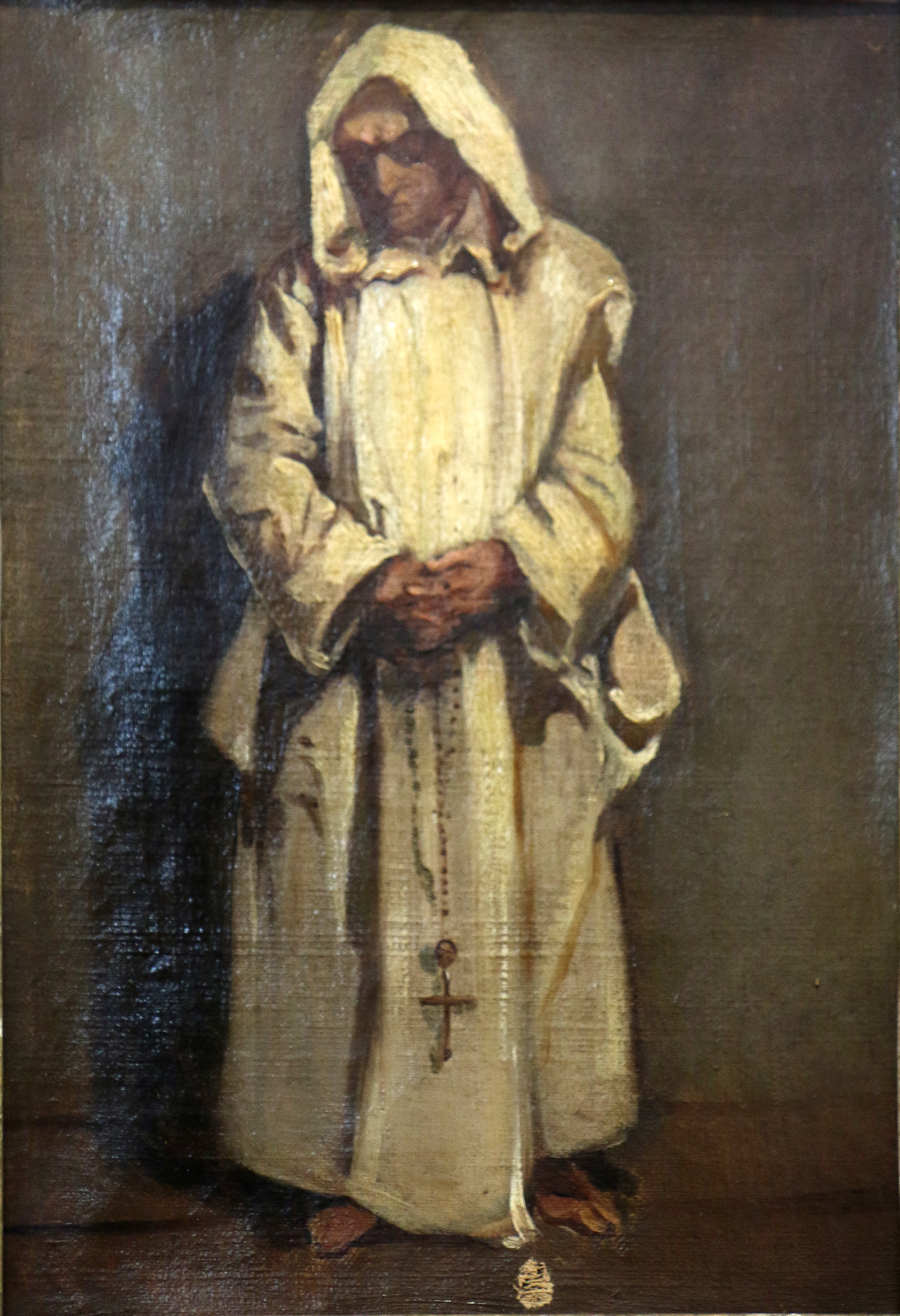
Moine en robe blanche

- Gaston Guignard : Calanque méditerranéenne, cap Roux.
- Prosper Mérimée : Cannes, le Suquet ; Château et plage de La Bocca près de Cannes.
- Charles Nègre : Vue des remparts d'Antibes ; Le Quartier des moulins à Grasse ; Portrait du général comte Gazan de la Peyrière ; Étude pour la mort de saint Paul ; La Mort de saint Paul ; Étude de tête de moine ; Léda et le cygne ; La Mort de Coronis, mère d'Esculape ; Portrait d'Anne Nègre, sœur de l'artiste ; La Mort d'Abel ; La République sous la forme du Suffrage universel ; L'Assomption de la Vierge ; La Puissance de l'homme.

Œuvres de Charles Nègre
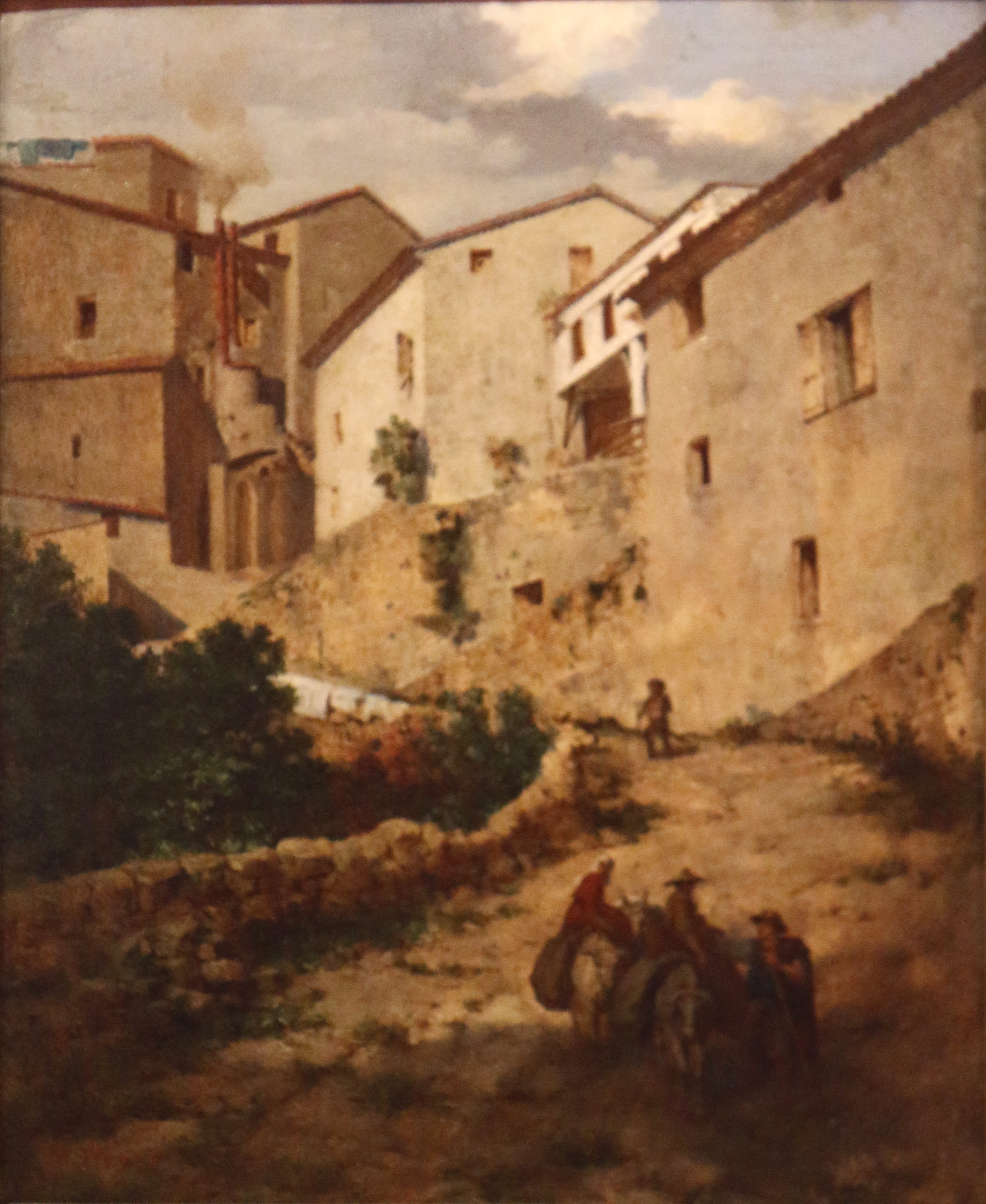
Le Quartier des moulins à Grasse
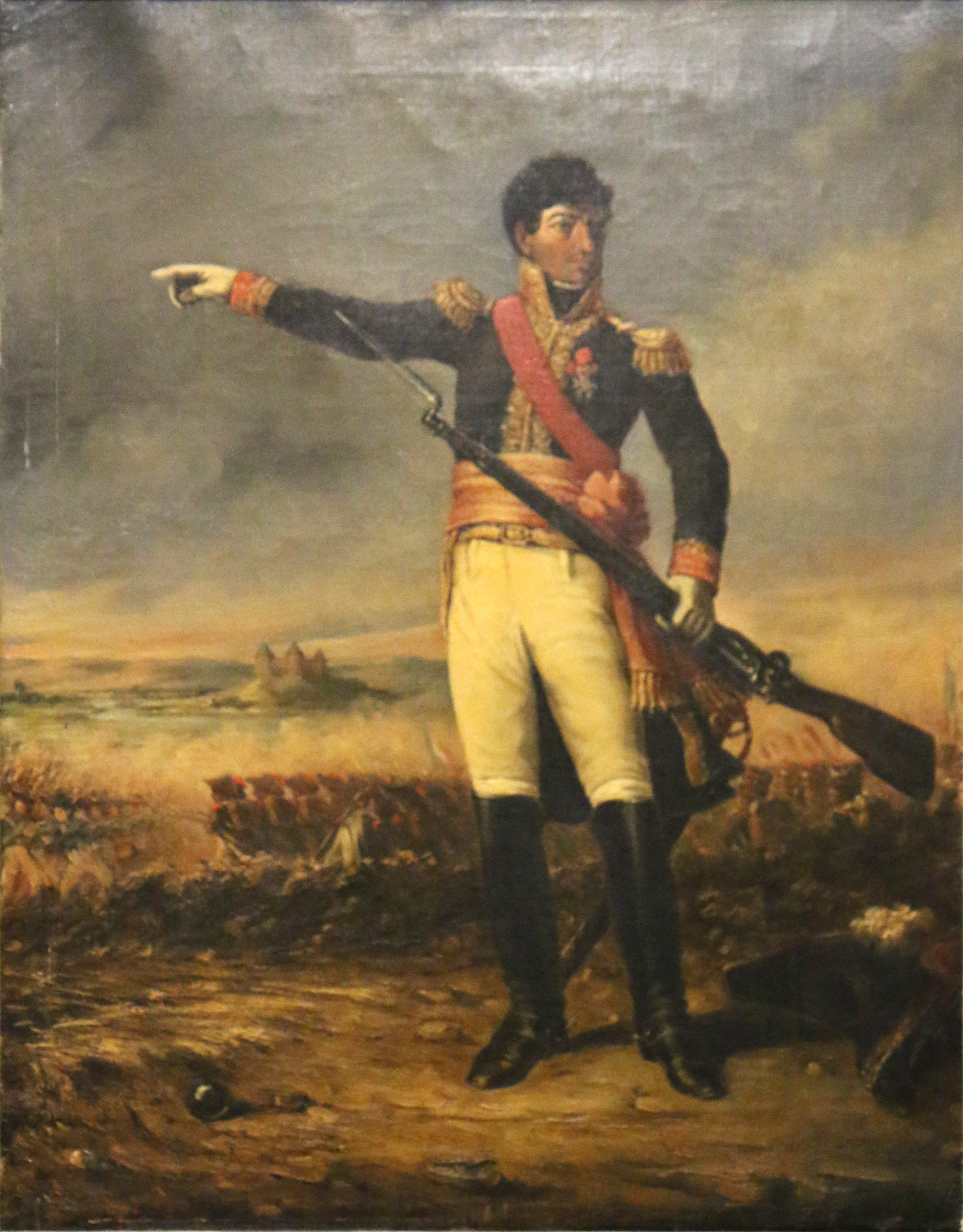
Portrait du général comte Gazan de la Peyrière
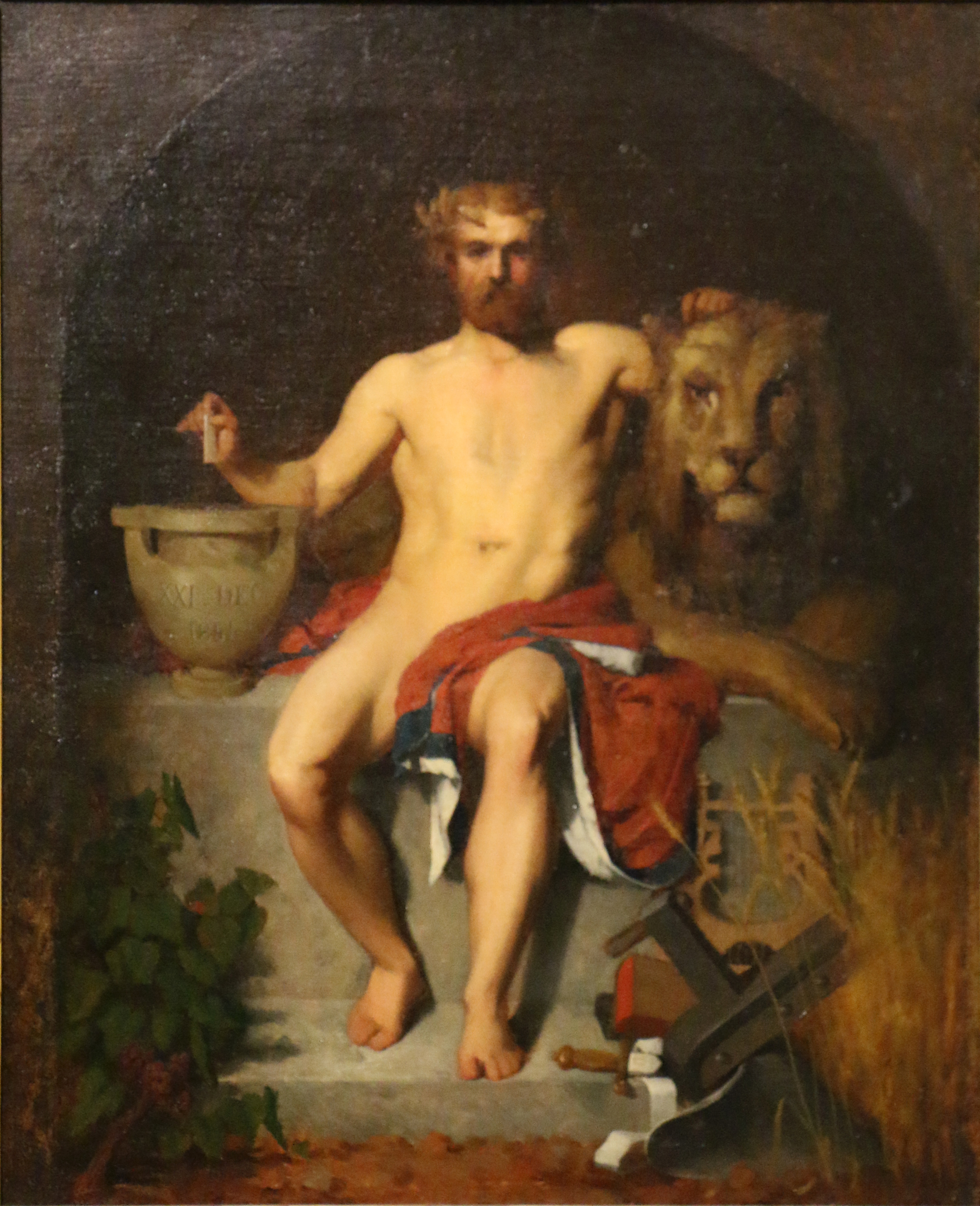
La République sous la forme du Suffrage universel
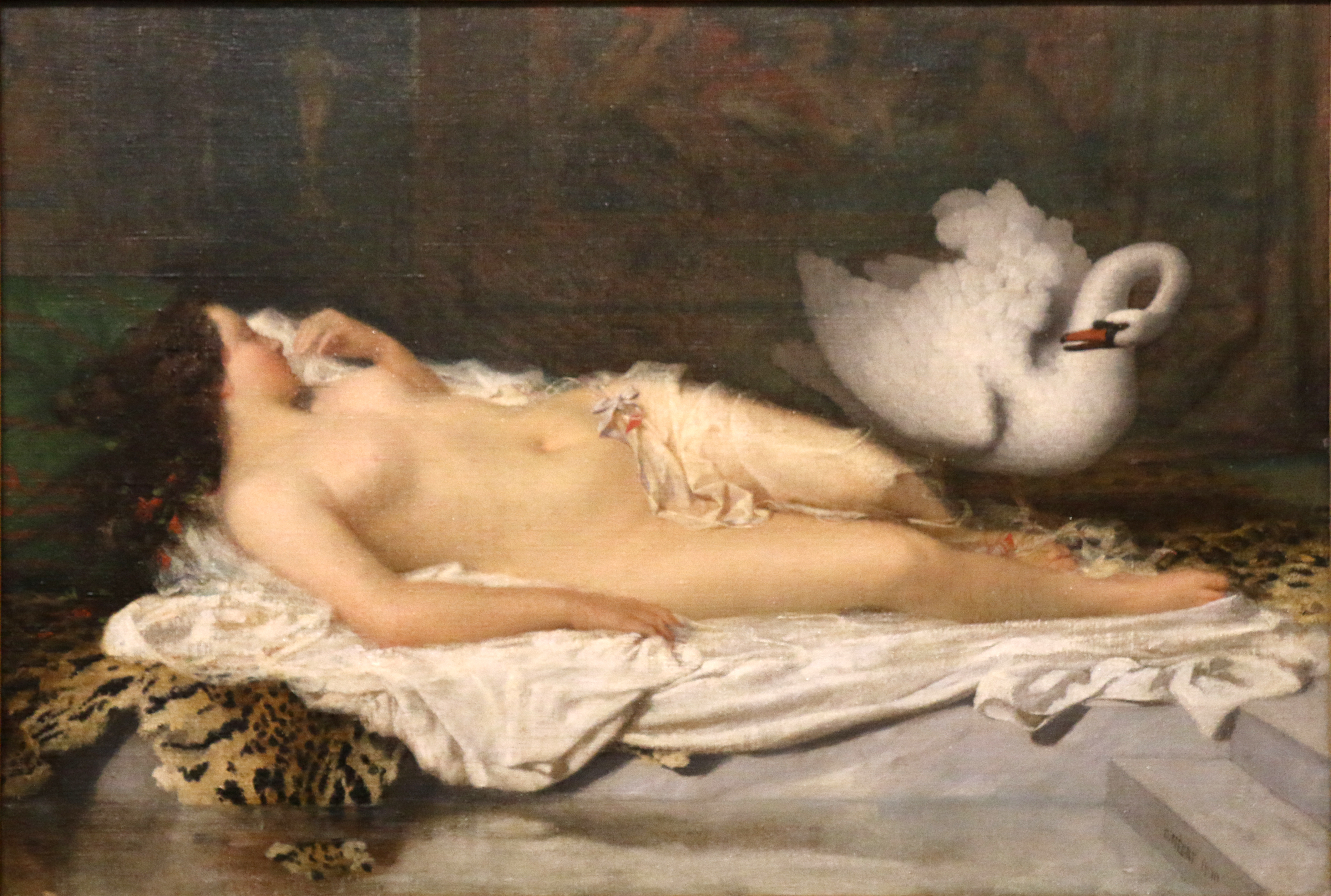
Léda et le cygne

- Francescco Pascucci : Honoré Maximin Isnard lisant son traité de l'immortalité de l'âme à sa famille.
- René Seyssaud : Sainfoins au soleil couchant.

#### Faïence de Provence
Le musée présente une grande variété de pièces de faïence en provenance de différents lieux de production de la Provence :
- Faïence d'Apt : urnes, vases, porte-montre, aiguières, tasses et soucoupes, bouillons et leur présentoir, pot à feu, pot à lait, brûle-parfum, sucriers, chocolatière.
- Faïence de La Tour d'Aigues : assiettes, plats, rafraîchissoirs à verres, encrier.
- Faïence de Varages : bouquetières d'applique, Vases d'autel, Pique-fleurs, Cruche, Encrier, Aiguière, Assiettes, Tasses et soucoupes, Plat de barbier.
- Faïence de Moustiers : saucière aux armes de la famille Lascaris de Nice, assiette aux armes de la famille de Lorraine, plats aux armes de la famille Grilhe d'Arles, bouquetière d'applique, soupière couverte, présentoirs, porte huilier, rafraîchissoir pour verre, assiettes et plats à décor de guirlandes et médaillon, assiettes, plats et présentoir à décor Bérain.

Faïence de Moustiers
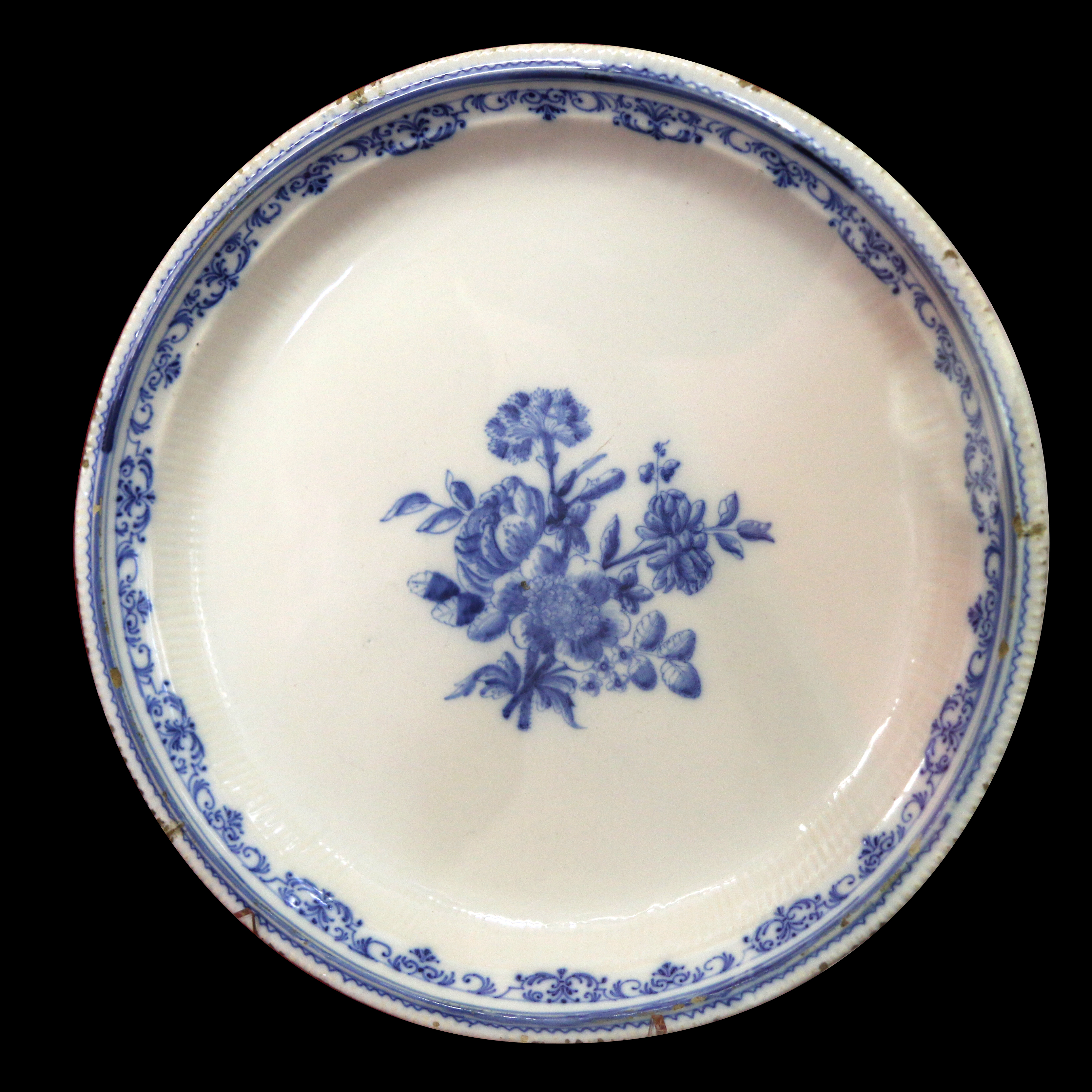
Assiette en camaïeu bleu.
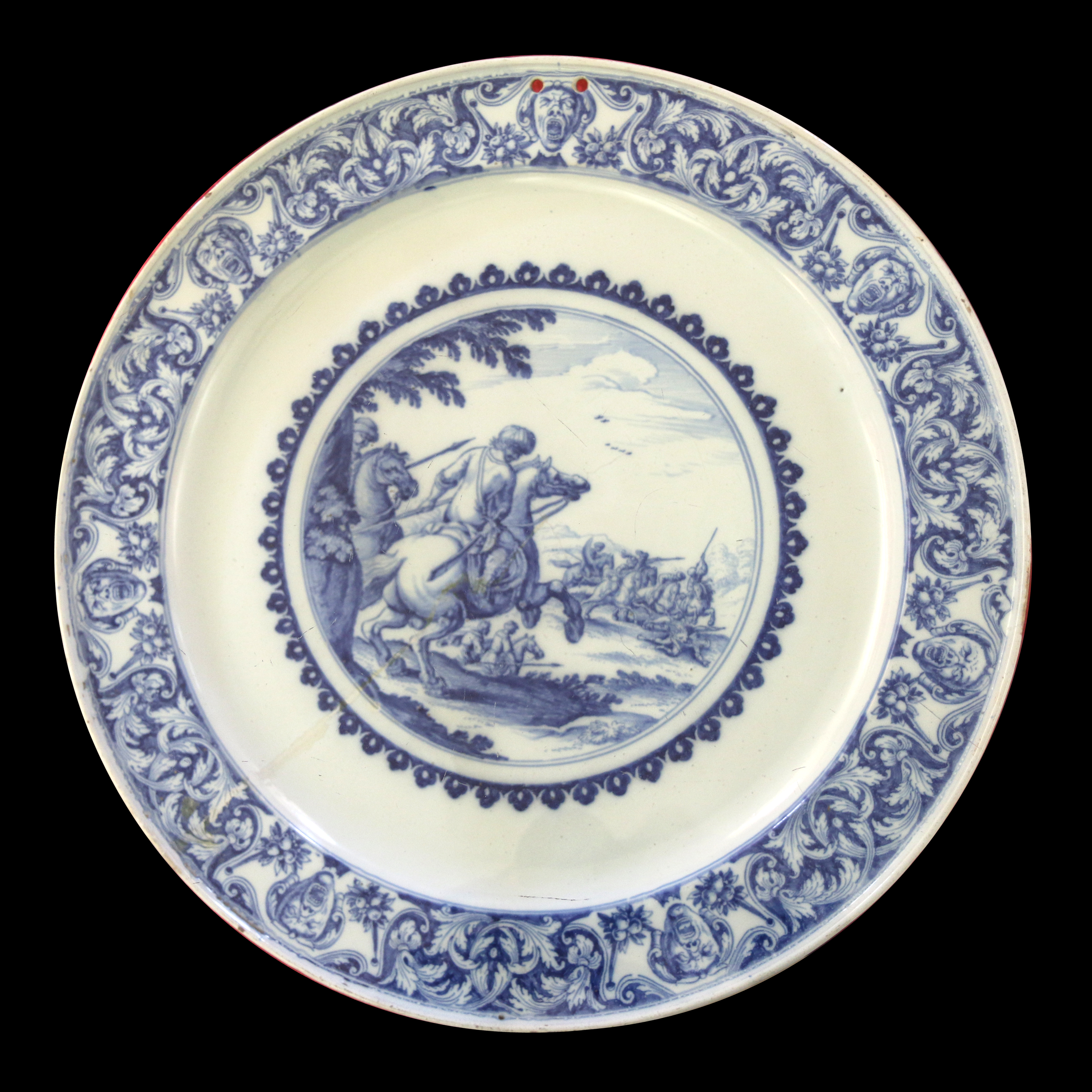
Plat avec scène de chasse au lion.
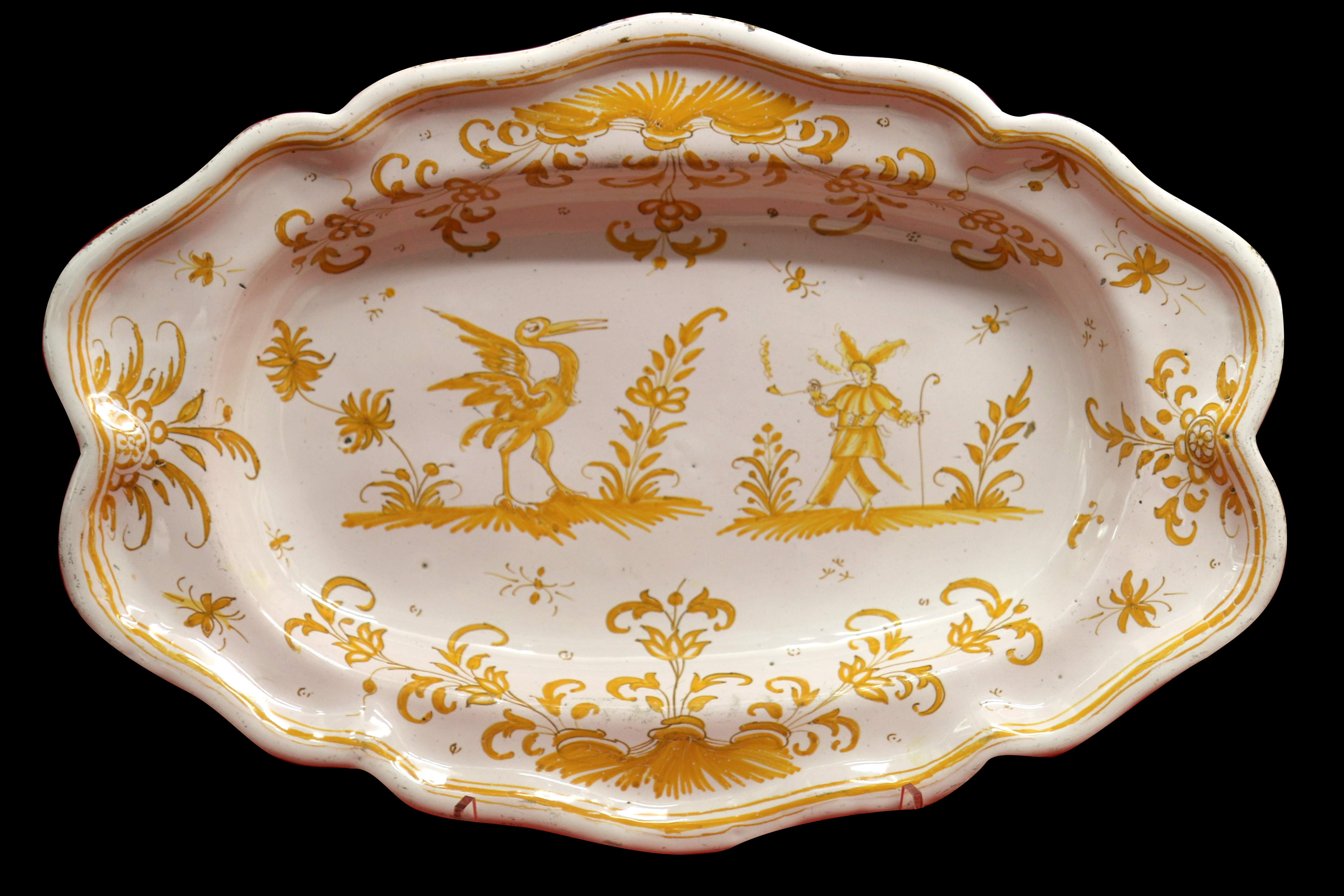
Plat à décor d'animaux fantastiques.
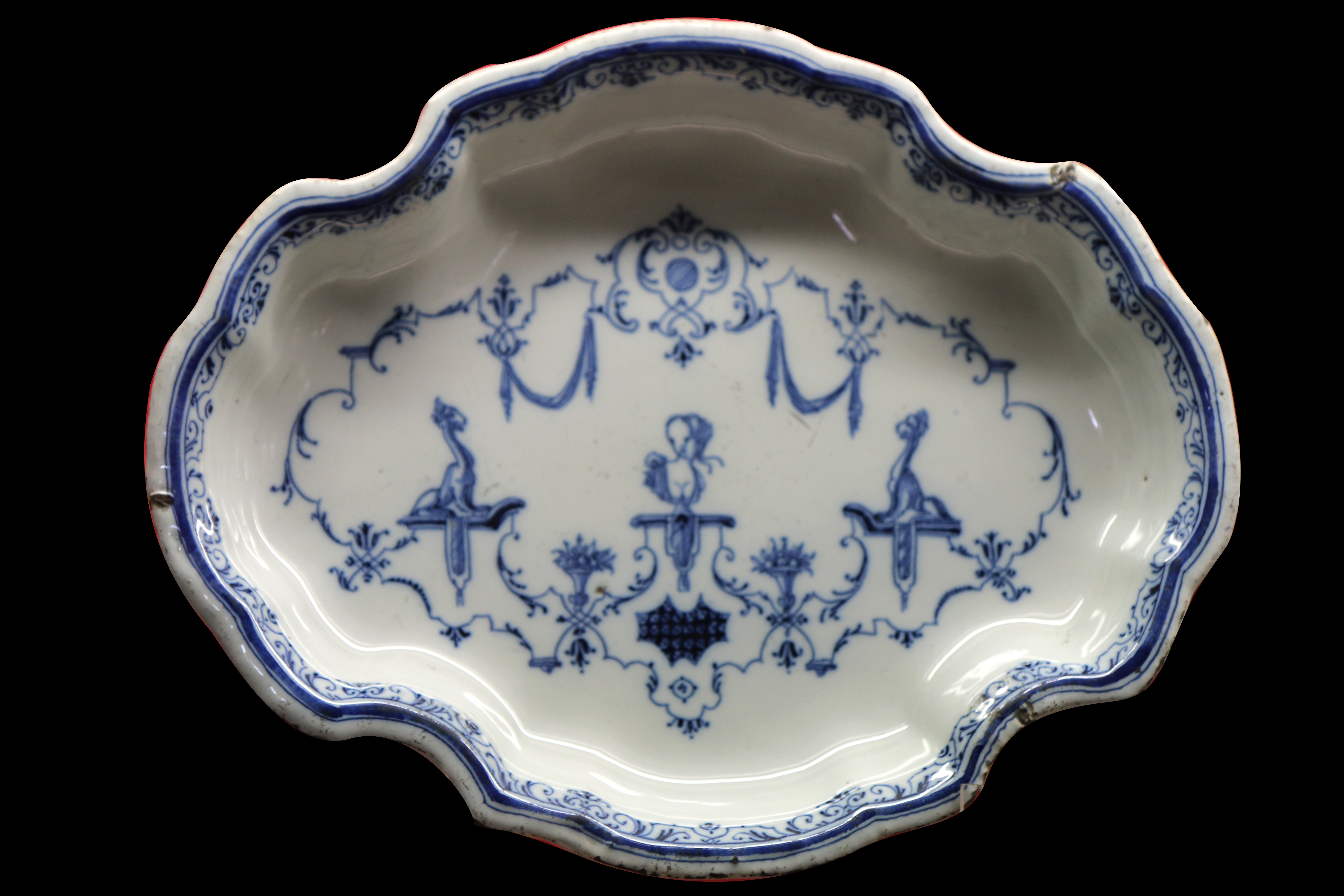
Présentoir à décor Bérain.
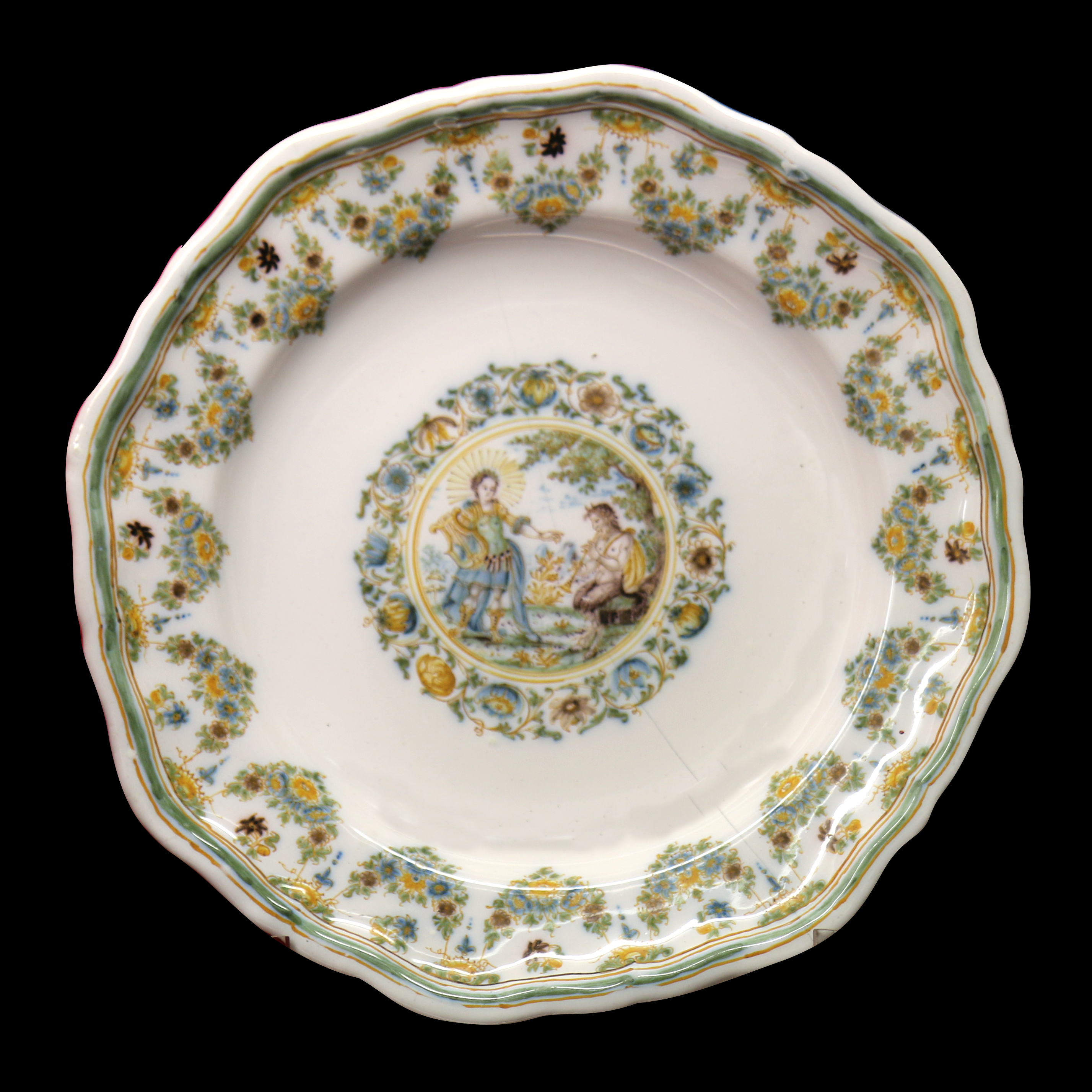
Assiette avec médaillon décoré d’Apollon et Marsyas.

- Faïence de Marseille :
  - Saint-Jean-du-Désert : assiette à armoiries, assiettes décorées d'un écusson, assiette à décor chinois, assiette à monogramme, Soupière couverte et son présentoir, vase balustre, plats richement décorés ;
  - Héraud-Leroy : soupière couverte et son présentoir ;
  - Joseph Fauchier : assiette aux narcisses, assiettes à décor de paysage et putti, plat à décor floral ;
  - Veuve Perrin : assiette à cartouche rocaille, assiette au papillon, assiette à décor floral, saucière en forme de canard, soupière couvert à anses en forme de léopard, plat à émail jaune, plat à décor chinois ;
  - Gaspard Robert : plat et assiette au jeté de roses et fleurs diverses, aiguière couverte et son bassin, jatte et assiette à décor de paysage ;
  - Honoré Savy
  - Antoine Bonnefoy : assiette

Faïence de Marseille
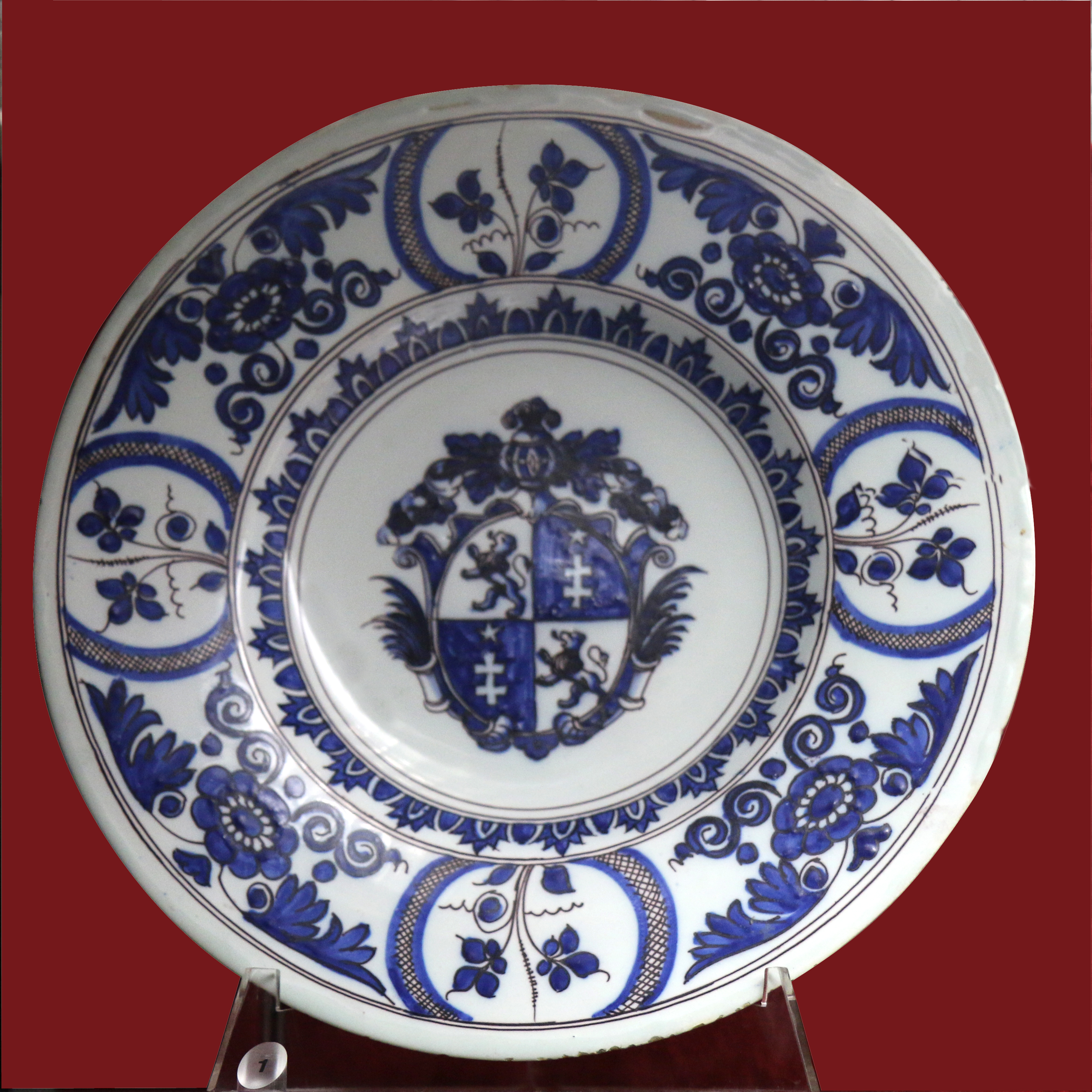
Assiette à écusson de Saint-Jean-du-Désert.
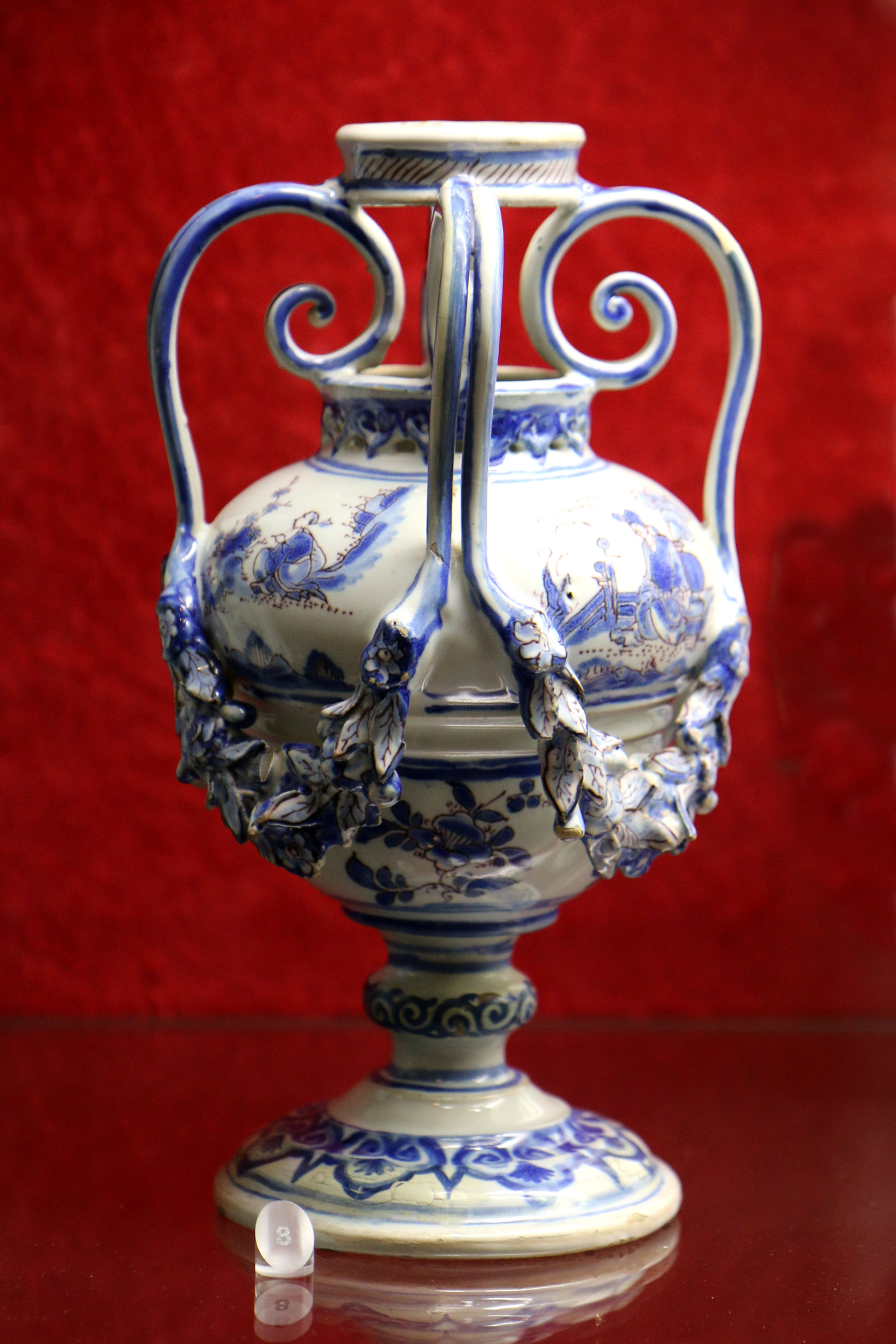
Petit vase balustre de Saint-Jean-du-Désert.
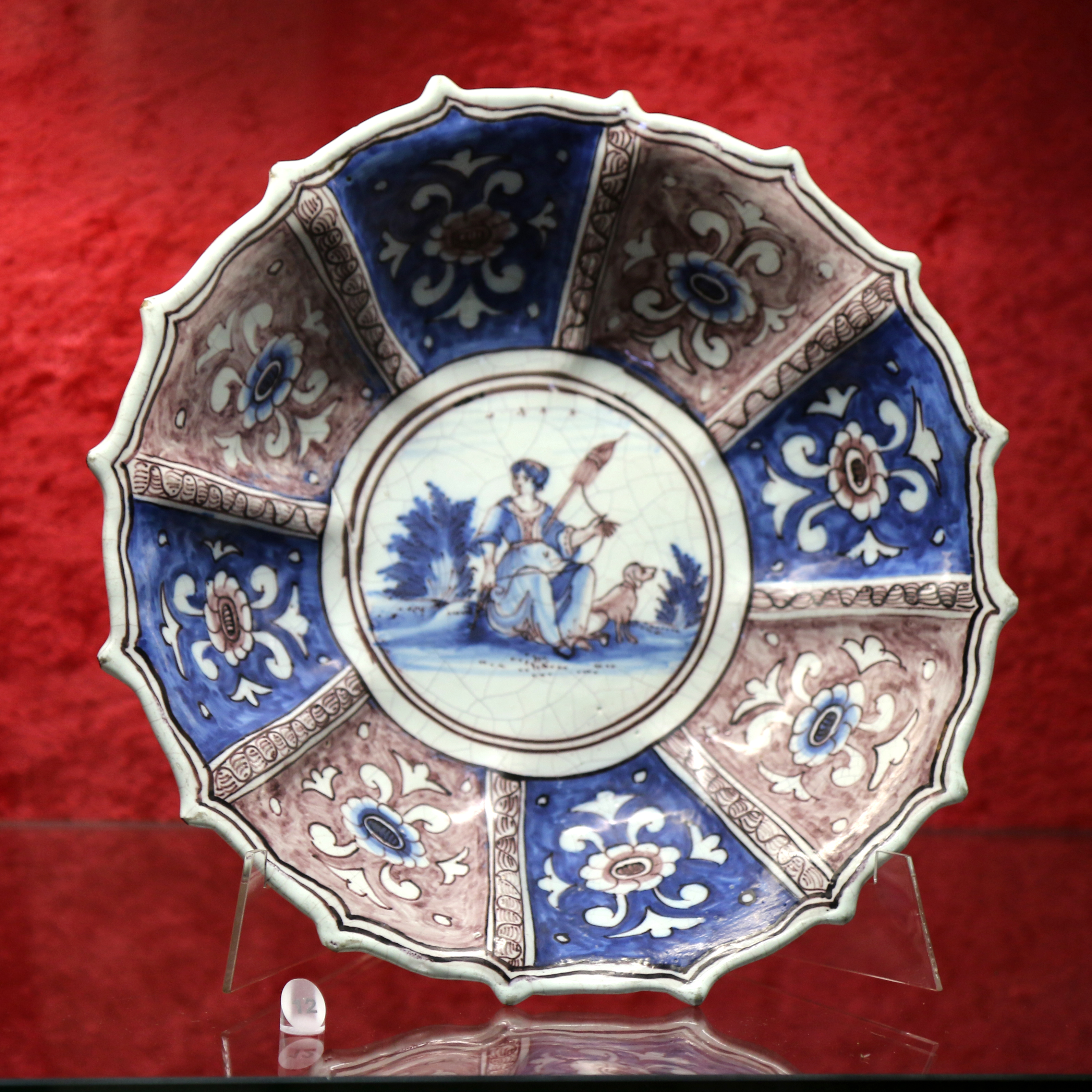
Plat à la bergère de saint-Jean-du-Désert.
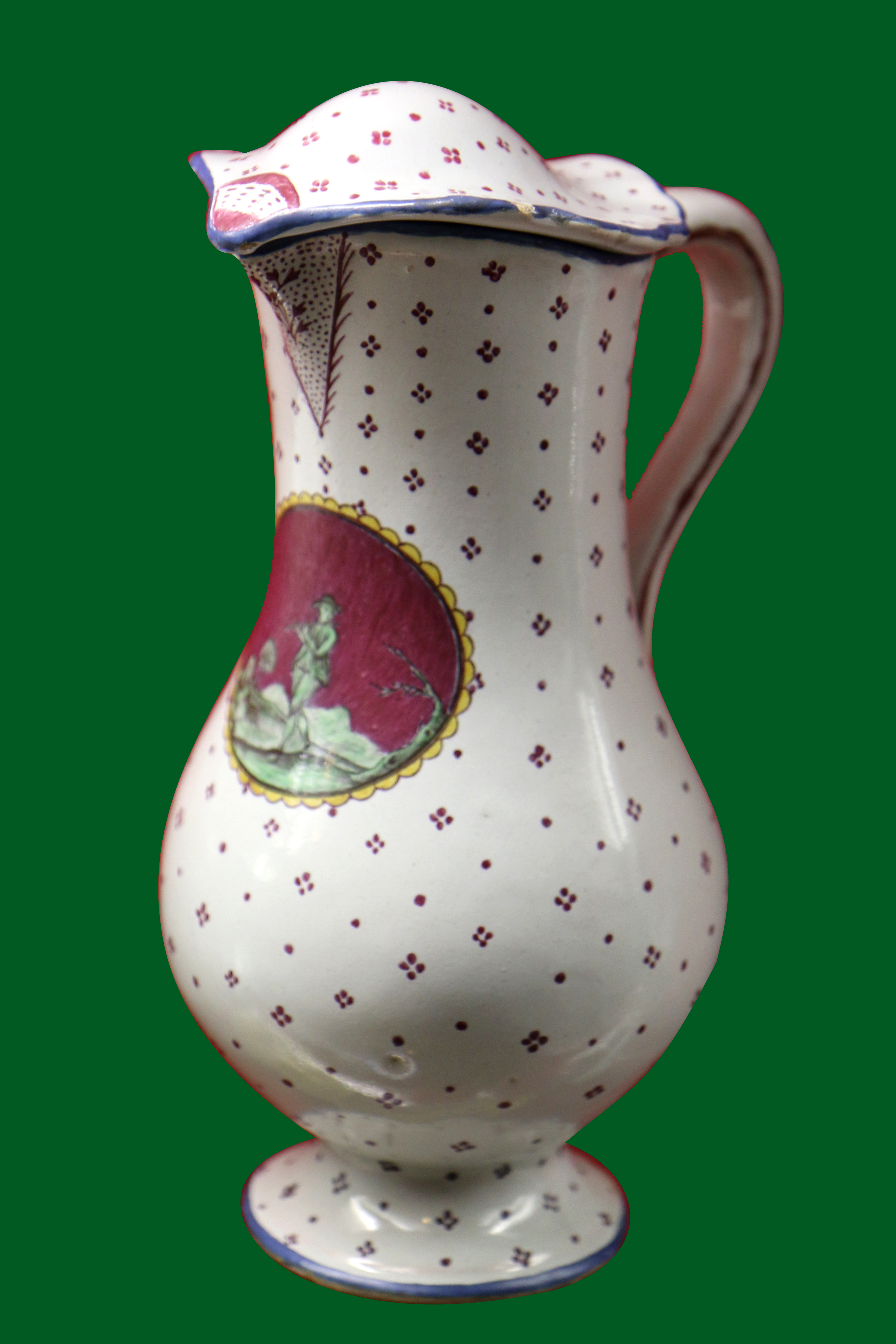
Aiguière de Gaspard Robert.
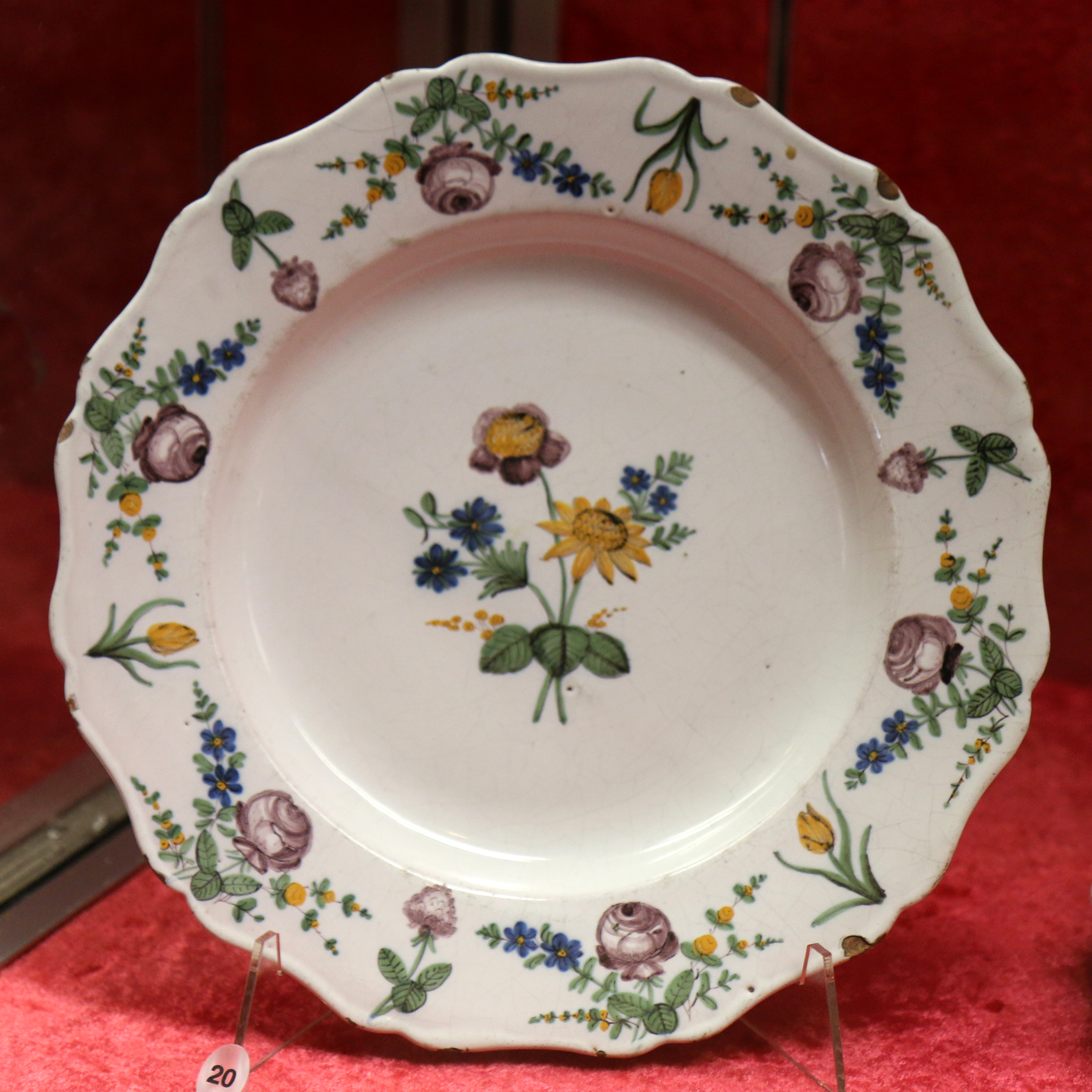
Assiette à décor floral, Joseph Fauchier.
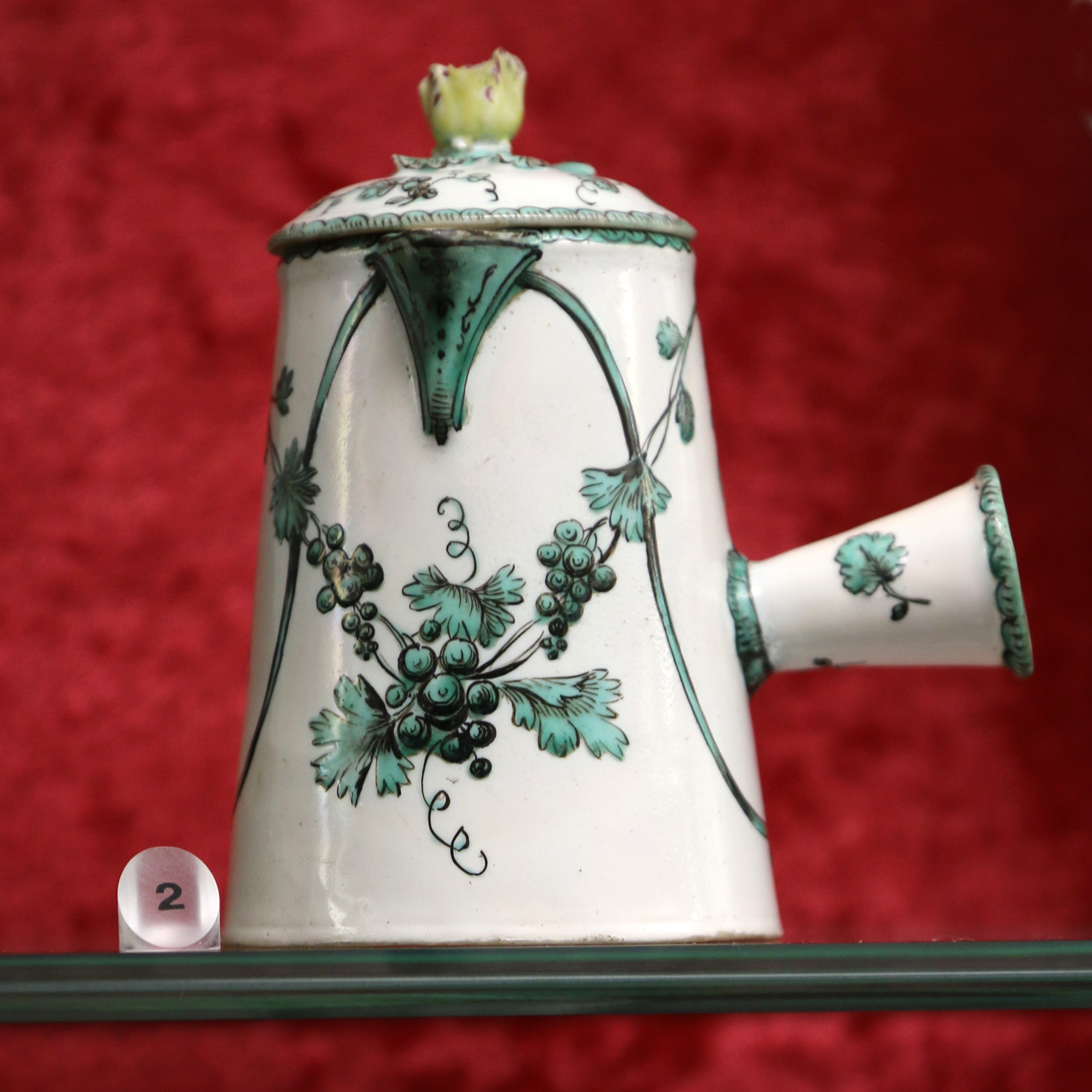
Pot couvert, Veuve Perrin.